# كيانا إليوت
كيانا إليوت (بالإنجليزية: Kiana Elliott) هي رباعة أسترالية، ولدت في 27 يوليو 1997.